# South African Students’ Organisation
Das South African Students’ Organisation (kurz SASO; etwa „Südafrikanische Studentenorganisation“) war eine Organisation schwarzer Studenten in Südafrika. Sie gehörte zum Black Consciousness Movement und existierte von 1968 bis 1977.

## Geschichte

### Vorgeschichte
In den 1960er Jahren waren zahlreiche südafrikanische Studenten in der 1924 gegründeten National Union of South African Students (NUSAS) organisiert, die gegen die Apartheid eingestellt war, jedoch die Belange schwarzer Studenten nicht wirksam vertrat.
1967 entstand mit der Gründung der Studentenbewegung University Christian Movement (UCM) ein Vorläufer der SASO unter dem Dach der Anglikanischen Kirche und deren Erzbischof Robert Selby Taylor. An der Gründung waren auch Vertreter der Methodistischen, Römisch-katholischen und Presbyterianischen Kirche sowie der Kongregationalisten beteiligt. Sie entstand im Juli 1967 in Grahamstown, nachdem die nicht-weißen Studenten bei einem Kongress der NUSAS diskriminiert worden waren. Zu den Gründern gehörte Nyameko Barney Pityana. Der Medizinstudent und Studentenführer Steve Biko von der University of Natal war ebenfalls Mitglied des UCM. Bereits nach einem Jahr hatte die UCM 30 Zweigstellen. Im Juli 1968 wurde in Stutterheim der zweite Kongress abgehalten. Grundlage waren die Befreiungstheologie und die Werke des brasilianischen Pädagogen Paolo Freire und des US-Amerikaners James H. Cone, des Begründers der black theology.
Mit dem Universities Amendment Act (Act No. 24 of 1968) begann die Regierung eine umfassende Hochschulreform „nichtweißer“ Bildungsinstitutionen einzuleiten. Die dazu notwendigen Verordnungen wurden 1970 als Government Notices erlassen und betrafen das University College of the Western Cape, University College of Fort Hare, University College of the North und das University College of Zululand. Im Verlaufe dieser Entwicklung entstanden weitere Studentenorganisationen.

### Gründung und Ziele
Biko verließ das zweite Treffen des UCM vorzeitig, da er das UCM von Weißen dominiert sah, und gründete in Mariannhill in Natal mit 30 Studentenführern die South African Students’ Organisation. Im Juli 1969 wurde am University College of the North bei Pietersburg die erste Konferenz der SASO abgehalten. Biko wurde zum Präsidenten gewählt, Pityana zum Generalsekretär. Anfangs war die SASO mit Rücksicht auf unterschiedliche Strömungen moderat eingestellt. Zusammen mit einer Radikalisierung im Sinne des Black Consciousness Movement gewann die SASO an vielen Universitäten und Colleges an Bedeutung. Die SASO lehnte die minderwertige Schulausbildung für Schwarze nach dem Bantu Education Act vehement ab. Im Juli 1972 wurde die Dachorganisation Black People’s Convention (BPC) von 28 Organisationen einschließlich der SASO gegründet. Präsidentin wurde Winnie Kgware. Der dritte Präsident der SASO, Themba Sono, wurde 1972 abgewählt, da seine Haltung zu moderat erschienen war. So wollte er Gremien, die auf der „Getrennten Entwicklung“ nach Hautfarben beruhten, akzeptieren.

### Staatliche Repression
Im Februar 1973 bannte die Regierung den größten Teil der Führung der SASO, darunter auch Biko. Der anschließend gewählte Vorsitzende Abram Onkgopotse Tiro wurde 1974 nach seiner Flucht nach Botswana durch eine Paketbombe getötet. Ihm folgte Mosiuoa Lekota im Amt. Im selben Jahr hielt die Black-Consciousness-Bewegung trotz eines Verbots mehrere friedliche Demonstrationen zur Unterstützung der mosambikanische Befreiungsorganisation Frelimo ab, der die südafrikanische Regierung feindlich gesinnt war. Zahlreiche Führungskräfte der Bewegung wurden in der Folge aufgrund des Terrorism Act und dem Rioutous Assemblies Act verhaftet. Der Prozess gegen die SASO Nine, zu denen auch Lekota gehörte, begann 1975; im Dezember 1976 wurden die neun Angeklagten zu je sechs bzw. fünf Jahren Gefängnis wegen „Terrorismus“ verurteilt, obwohl sie keine Gewalttaten verübt hatten. In der Begründung hieß es, dass sie through the expression of thoughts, ideas and desires for liberation – „durch das Ausdrücken von Gedanken, Ideen und Wünschen für die Befreiung“ – Terrorismus ausgeübt hätten. Die SASO wurde gemäß dem Affected Organisation Act of 1974 als „betroffene Organisation“ gelistet und durfte kein Geld mehr aus dem Ausland annehmen.
1976 unterstützte die SASO den Schüler- und Studentenaufstand in Soweto. Daraufhin wurden die Führungspersonen mit staatlichen Einschränkungen und einem Bann belegt. Biko wurde am 18. August 1977 inhaftiert und schließlich von Polizisten am 12. September getötet. Am 19. Oktober wurden die SASO und alle weiteren Organisation des Black Consciousness Movement für illegal erklärt. Damit hörte auch SASO auf, zu existieren.

### Nachwirkungen
1978 gründete sich die Azanian People’s Organisation (AZAPO), die die Politik des Black Consciousness Movement fortsetzen wollte. 1979 entstand als Nachfolgerin der SASO die Azanian Students’ Organisation, ab 1986 South African National Students’ Congress (SANSCO), der 1991 mit der NUSAS zum South African Students’ Congress (SASCO) fusionierte.